# Urban Lesjak
Urban Lesjak, född 24 augusti 1990, är en slovensk handbollsspelare (målvakt) som spelar för RK Trimo Trebnje.
Lesjak tävlade för Slovenien vid olympiska sommarspelen 2016 i Rio de Janeiro. Han var en del av Sloveniens lag som blev utslagna i kvartsfinalen mot Danmark i herrarnas turnering.

## Klubbar
- RK Celje (2010–2018)
- TSV Hannover-Burgdorf (2018–2022)
- RK Eurofarm Pelister (2022–2024)
- RK Trimo Trebnje (2024–)